# Maria Manuel Viana
Maria Manuel Viana (Figueira da Foz, 1955 – 12 de dezembro de 2022) foi uma escritora e tradutora portuguesa.

## Biografia
Filha de Marcos Luís Lima Viana, conhecido pedagogo e democrata, Maria Manuel Viana estudou Filologia Românica, na Faculdade de Letras da Universidade de Coimbra. Foi professora do ensino secundário durante 35 anos, na Figueira da Foz, em Castelo Branco e em Lisboa. Em Castelo Branco, foi coordenadora do Centro de Área Educativa, presidente da Comissão Distrital de Protecção de Menores, candidata a deputada pelo Partido Socialista, vereadora da cultura e coordenadora do Gabinete para a Igualdade, Contra a Violência sobre Mulheres e Crianças. 
Traduziu dois Prémios Nacionais da Crítica de Espanha, O dia de amanhã de Ignacio Martínez de Pisón e A filha do Leste, de Clara Usón (assim como O Assassino tímido, da mesma autora) Natalia de Pablo Azócar, Os belos dias de Aranjuez de Peter Handke e os últimos romances de Enrique Vila-Matas. Teve dois filhos, David e Manuel (1987-2022).
Em 2019, foi homenageada na Figueira da Foz, no decurso de um evento que decorre de forma bienal nas cidades de Recife (Brasil) e Figueira da Foz (Portugal), A Semana Arte Mulher, que  distingue a mulher em sociedade, com o prémio SAM – Literatura, pela sua actividade literária como escritora e tradutora e também pelo seu empenhamento na defesa dos direitos das mulheres, crianças e minorias e pela luta contra a violência doméstica.
Morreu a 12 de dezembro de 2022, vítima de doença prolongada.

## Obras
Entre as suas obras encontram-se: 
- A Paixão de Ana B (2002)
- A Dupla Vida de M.ª João (2006)
- Damas, Ases e Valetes (com Ana Benavente) (2007)
- O Verão de todos os silêncios (2011)
- Teoria dos limites (2014)
- A geografia do mundo (2015)
- Gramática do Medo (com Patrícia Reis) (2016)
- As evidências noturnas (2021)